# Rezerwat przyrody Przełom Witkówki
Rezerwat przyrody Przełom Witkówki (do 2025 roku Przełom Witówki) o lokalnej nazwie Zdroje – leśny rezerwat przyrody powołany Zarządzeniem Ministra OŚZNiL z dnia 11 grudnia 1995 r. (MP nr 5, poz. 54 z 1996 r.) na powierzchni 101,20 ha (pierwotnie 92,30 ha, potem 92,82 ha, z tego 92,55 ha w Zarządzie Nadleśnictwa Mińsk). Dla rezerwatu wyznaczona jest od 2025 roku otulina o powierzchni 342,14 ha.
Położony jest w gminach Mrozy i Kałuszyn (powiat miński, województwo mazowieckie), w leśnictwie Pełczanka. Leży w granicach Mińskiego Obszaru Chronionego Krajobrazu.

## Cel ochrony
Według aktu powołującego, celem ochrony rezerwatu jest zachowanie ze względów naukowych, dydaktycznych i krajobrazowych dobrze wykształconych zespołów roślinnych, zarówno leśnych jak i nieleśnych, z występującymi tu gatunkami chronionymi.

## Klasyfikacja rezerwatu
Według obowiązujących kryteriów rozporządzenia Ministra Środowiska z 30 marca 2005 r. w sprawie rodzajów, typów i podtypów rezerwatów przyrody (Dz. U. z 2005 r. Nr 60, poz. 533), pod względem rodzaju, rezerwat „Przełom Witkówki” jest rezerwatem leśnym (L). Dalej, ze względu na dominujący przedmiot ochrony rezerwat można zaklasyfikować jako: typ – biocenotyczny i fizjocenotyczny (PBi), podtyp – biocenoz naturalnych i półnaturalnych (bp). Natomiast ze względu na główny typ ekosystemu, jako rezerwat różnych ekosystemów (EE), podtyp mozaiki różnych ekosystemów (me).

## Flora i fauna
Jest to odznaczający się pięknem fragment przełomu rzeki Witówki z urozmaiconymi zbiorowiskami leśnymi i bagiennymi, do których należą: ols porzeczkowy (Ribo nigri-Alnetum), łęg wiązowo-jesionowy (Ficario-Ulmetum), łęg jesionowo-olszowy (Fraxino-Alnetum) grąd subkontynentalny (Tillio-Carpinetum) oraz zbiorowiska nieleśne przy cieku wodnym: zespół sitowia leśnego (Scirpetum silvatici) i zespół turzycy błotnej (Caricetum acutiformis).
Na terenie rezerwatu stwierdzono występowanie 196 gatunków roślin naczyniowych, w tym szeregu gatunków ściśle i częściowo chronionych jak: wawrzynek wilczełyko (Daphne mezereum), widłak goździsty (Lycopodium clavatum), widłak jałowcowaty (Lycopodium annotinum), kruszczyk szerokolistny (Epipactis helloborine), storczyk szerokolistny (Dactylorhiza majalis), storczyk Fuchsa (Dactylorhiza fuchsii), listera jajowata (Listera ovata), grążel żółty (Nuphar luteum), grzybienie białe (Nymphaea alba), lilia złotogłów (Lilium martagon), turówka leśna (Hierochloë australis) i bagno zwyczajne (Ledum palustre). Grupa gatunków rzadkich oraz rzadkich regionalnie reprezentowana jest m.in. przez narecznicę szerokolistną (Dryopteris dilatata), czartawę drobną (Circaea alpina), porzeczkę alpejską (Ribes alpinum), kokorycz pełną (Corydalis solida), ligustr pospolity (Ligustrum vulgare), brodobrzankę wodną (Catabrosa aquatica) i wiechlinę odległokłosą (Poa remota).
Bogata i zróżnicowana jest także awifauna rezerwatu, o czym decyduje duża różnorodność biotopów. Ogółem na terenie rezerwatu i w jego bezpośrednim sąsiedztwie stwierdzono co najmniej 69 gatunków ptaków lęgowych i prawdopodobnie lęgowych. Na uwagę zasługują takie gatunki jak: kobuz (Falco subbuteo), dzięcioł czarny (Dryocopus martius), dzięcioł średni (Dendrocoptes medius), samotnik (Tringa ochropus), siniak (Columba oenas), dziwonia (Erythrina erythrinus), strumieniówka (Locustella fluviatilis) czy muchołówka mała (Ficedula parva).